# Paralaeospira capensis
Paralaeospira capensis är en ringmaskart som först beskrevs av Francis Day 1963.  Paralaeospira capensis ingår i släktet Paralaeospira och familjen Serpulidae. Inga underarter finns listade i Catalogue of Life.